# Danae Stratou
Danái Strátou (grec moderne : Δανάη Στράτου), connue à l’étranger sous le nom de Danae Stratou, née à Athènes (Grèce) en 1964, est une artiste travaillant dans le domaine des installations multimédia.

## Biographie

### Formation
Stratou a suivi des cours de sculpture au Central Saint Martins College of Art and Design (université des arts de Londres) de 1983 à 1988.
Elle est titulaire d'un BA(Hons) Fine Art - Sculpture.
Elle a été professeur associé à la Superior School of Fine Arts d'Athènes de 2007 à 2012 dans la classe de Master of Fine Arts.

### Parcours artistique
Danae Stratou a représenté la Grèce à la 48e Biennale de Venise en 1999.
Elle a également participé aux expositions suivantes :
- 1re Biennale de Valence, Espagne (2001)
- Bienal Internacional del Deporte en el Arte, Séville, Espagne (2005)
- 5e Biennale internationale d'art contemporain, Gyumri, Arménie (2006)
- 1re Biennale de Thessalonique, Grèce (2007)[1]
- Istanbul - Capitale de la culture européenne 2010, International Visual Arts Program, Turquie (2010)
- Restless, festival d'Adélaïde, Australie (2012)[2]

Le cœur de son travail consiste en des installations extérieures et intérieures à grande échelle. Dans son travail, elle utilise différents médias, des éléments naturels aux technologies numériques comme la vidéo, la photographie et le son, ainsi que du texte, des composants architecturaux ou des constructions métalliques, créant ainsi des environnements et des installations audiovisuelles tactiles.
En 2010, elle a initié et co-fondé l'organisation sans but lucratif Vital Space, une plate-forme artistique globale, interdisciplinaire, transmédia, qui s'attaque aux problèmes urgents de notre époque.
Elle est l'un des trois membres du groupe connu sous le nom D.A.ST Arteam, qui a créé « Desert Breath », l'un des plus grands projets de Land art à travers le monde, couvrant 100 000 m2, situé dans l'est du Sahara égyptien, en bordure de la mer Rouge, en Égypte (1997).
Depuis 1999, elle est représentée en Grèce par la galerie Zoumboulakis à Athènes, où elle a présenté ses deux premières expositions individuelles : See Through (2005) et CUT - 7 dividing lines (2007).

### Vie personnelle
Elle est l'épouse de l'économiste et homme politique grec Yánis Varoufákis.

## Expositions

### Expositions individuelles
- THE GLOBALISING WALL: Focusing on the US | Mexico Border (installation photographique), University of Texas at Austin - LBJ School of Public Affairs, Austin, Texas, USA (2014).
- Ghosts of Texas (installation photographique), Salon de Bricolage, Athènes, Grèce (2013-14).
- The Globalising Wall, Mangere Arts Centre - Ngā Tohu o UenukuArts and Culture, Auckland, Nouvelle-Zélande (2012-13)
- Vital Space – Istanbul, SCA Galleries (Sydney College of the Arts), Sydney, Australie (2012)
- IT’S TIME TO OPEN THE BLACK BOXES!, galerie Zoumboulakis, Athènes, Grèce (2012)[6]
- The River of Life (installation à la Old Bath House of the Winds), Athènes, Grèce (2011)
- ICESONGS, installation à La Verrière, Fondation d’Enterprise Hermès, Bruxelles, Belgique (2010)[7]

### Expositions collectives
- Sonic Time speech / sound / silence - From the EMST collection (projet : Icesongs 2), National Museum of Contemporary Art (EMST), Athènes, Grèce (2012)[8]
- RESTLESS (projet : The Globalising Wall), festival international d'Adélaïde, Australie (2012)
- Politics of Art (projet : Cut - 7 diving lines),  National Museum of Contemporary Art / EMST, Athènes, Grèce (2010)[9]
- Lives and Works in Istanbul (projet : Vital Space - Istanbul), Visual Arts Directorate - Istanbul Cultural Capital of Europe 2010, Istanbul, Turquie (2010)
- Participation à diverses expositions internationales organisées par le National Museum of Contemporary Art (EMST):
  - Transcultures (projet : The River of Life, pour lequel elle a suivi le cours de sept fleuves majeurs : le Danube, le Nil, l'Amazone, le Mississippi, le Niger, le Gange et le Yangtsé);
  - Transexpiriences (Pékin, 2008) et Art and Politics (Athènes, 2011) avec le projet CUT – 7 dividing lines, pour lequel elle a photographié les lignes der séparation à Chypre, au Kosovo, en Éthiopie-Érythrée, au Cachemire, en Palestine, à Belfast et le long de la frontière USA-Mexique.